# Ioannis Frangoudis

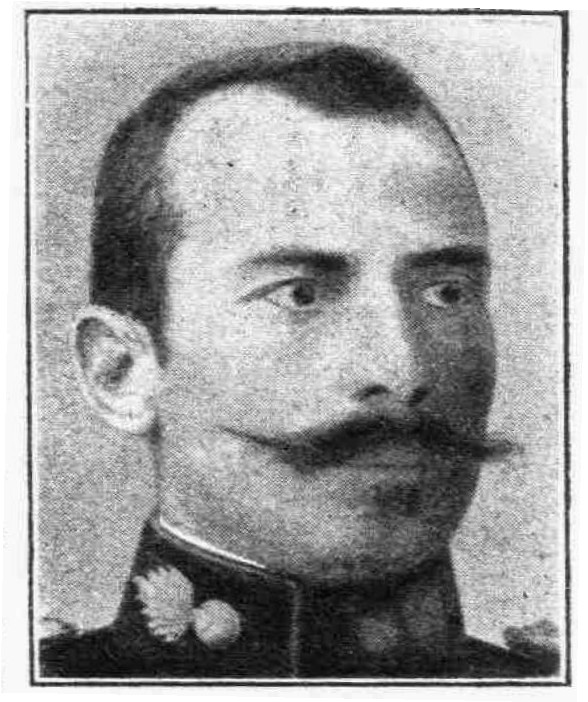
Ioannis Frangoudis

Ioannis Frangoudis (griechisch Ιωάννης Φραγκούδης, * 1863 in Limassol, Zypern; † 19. Oktober 1916 in New York City) war ein griechischer Sportschütze, der bei den ersten Olympischen Spielen der Neuzeit 1896 in Athen erfolgreich war.

## Olympia 1896 Athen
Frangoudis nahm an vier der fünf Schießwettbewerbe teil. Weiters war er Sekretär im Subkomitee für die Schießbewerbe bei den Olympischen Spielen.
Der erste Bewerb, an dem er teilnahm, war der Einzelgewehrbewerb. Er führte nach den ersten zehn Schüssen. Nach schlechten Leistungen im zweiten und dritten Abschnitt des Bewerbs fiel er auf Platz zwei zurück und gewann nur die Silbermedaille (eigentlich Bronzemedaille) hinter seinem Landsmann Georgios Orphanidis. Im Schnellfeuerpistolenwettbewerb gewann er vor Orphanidis souverän den Olympiatitel. Im freien Pistolenwettbewerb wurde er Dritter hinter dem US-amerikanischen Schützen Sumner Paine und dem Dänen Holger Nielsen.
Bei seinem vierten Antreten im Militärpistolenbewerb belegte er den vierten Platz.

## Erfolge
| Olympia    | Disziplin           | Medaille |
| ---------- | ------------------- | -------- |
| Athen 1896 | Schnellfeuerpistole | Gold     |
| Athen 1896 | Gewehr              | Silber   |
| Athen 1896 | Pistole             | Bronze   |